# Adam Georg von Schlieben
Adam Georg von Schlieben (* 3. Mai 1629 in Küstrin; † 2. Oktober 1708 in Lietzen) war Kommendator der Johanniterkommende Lietzen (Komturei Lietzen) und von spätestens 1693 Ordenssenior der Johanniterballei Brandenburg.

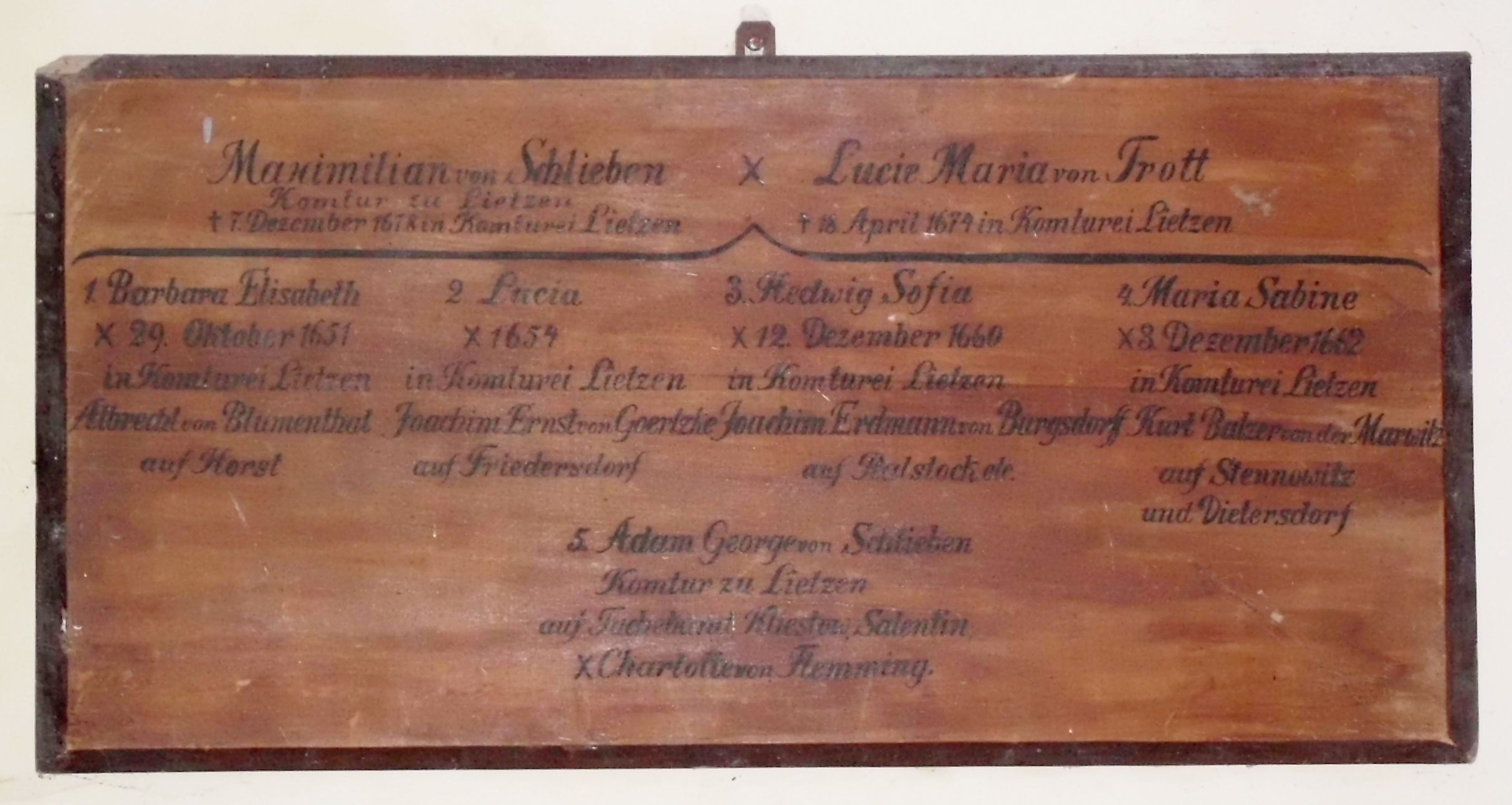
Ahnentafel des Komturs Maximilian von Schlieben und Lucie Marie von Trott. U. a. Eltern des Komturs Adam George von Schlieben-Tucheband. Nach 1679. Kirche die Komturei Lietzen.

## Leben
Adam Georg von Schlieben war der Sohn des Maximilian von Schlieben († 1678 Lietzen), Erbherr auf Eichow und Kommendator der Johanniterkommende Lietzen, und der Lucia Maria von Trott († 1674 Lietzen). 
Er wurde am 3. Mai 1629 in Küstrin geboren, die Eltern hatten sich wegen der Unruhen des Dreißigjährigen Krieges dahin geflüchtet. Auf einer Reise durch Frankreich, die er zusammen mit seinem Bruder Maximilian unternahm, starb dieser 1656 in Paris. Nach weiteren Reisen u. a. nach Holland kehrte er nach Brandenburg zurück. 1663 hatte sein Vater das Gut Alt Tucheband gekauft. 1678 folgte er nach dem Tod seines Vaters Maximilian als Kommendator in Lietzen nach. 1678 verkaufte er sein Anteilsgut Eichow und das Rittergut Papitz mit Ruben an Seyfried von Loeben auf Krieschow, Kunersdorf und Limberg. Er wurde spätestens 1693 Ordenssenior der Johanniterballei Brandenburg in Sonnenburg und schlug in dieser Funktion am 24. Februar 1693 den erwählten Herrenmeister Markgraf Karl Philipp von Brandenburg-Schwedt zunächst zum Johanniterordensritter und führte ihn danach als Herrenmeister ein. Der neue Herrenmeister starb schon zwei Jahre später und so führte Adam Georg von Schlieben auch den folgenden Herrenmeister Albrecht Friedrich von Brandenburg-Schwedt in sein Amt ein. Friedrich Wilhelm nahm ihn als Kammerjunker an und machte ihn bald darauf zum Hof- und Legationsrat. König Friedrich I. schätzte seine Dienste; noch als Kurfürst beförderte er ihn zum Geheimen Rat. Am 12. Juli 1704 – nun als König in Preußen – erhob er ihn in den Grafenstand.

## Familie
Adam Georg von Schlieben war zweimal verheiratet. Am 6. November 1663 schloss er mit Christine Sophie, Tochter des Johannes von Vorhauer, Kurfürstl.-brandenburgischer Oberst, Erbherr auf Klein Drenzig, Schöneiche, Plesse, Groß Bösitz und Wallwitz im damaligen Gubenischen Kreis die Ehe. Seine Frau starb aber bereits am 30. Januar 1673. Aus der Ehe entstammten vier Kinder, von den zwei früh starben:
- Sohn, früh verstorben
- Tochter, früh verstorben
- Margarethe, verheiratet mit Friedrich Jakob von Götz(en) auf Grüntal und Wollenberg
- Lucia Maria, verheiratet mit Heinrich von Flemming, Rittmeister auf Martenstein, 2. Ehe mit Stephan Friedrich von Arnim auf Zichow.

In zweiter Ehe heiratete er am 16. April 1677 in Alt Tucheband Charlotte, Tochter des Ehwald Joachim von Flemming, Direktor des Wollinischen Kreises und Erbherr auf Böcke, Ribbertow, Drammin, Basentien, Leußin, Sager, Bomgarten, Coldemantz, Klötzin und Schwirsen in Hinterpommern. Aus der Ehe gingen acht Kinder hervor, von denen aber fünf im Kleinkindalter verstarben:
- Friedrich Wilhelm, starb mit 13 Jahren
- Dorothea Sabine, Heirat: 1705 mit Georg Dietloff von Arnim, Landvoigt im Uckermärkischen und Stolpirischen Kreis
- 23. Juni 1685 Agnes Juliane, Heirat: 13. November 1704 mit Paul Anton von Kameke, Grand-Maître de la Robe, Ritter des Schwarzen Adlerordens, Johanniterordensritter, Kammerherr, Generaladjutant, Hauptmann des Amtes Mühlenhof und des Amtes Mühlenbeck und Oberstleutnant der Grenadiergarde.

Am 2. Oktober 1708 verstarb er in Lietzen, seine Frau Charlotte war bereits am 7. April 1708 verstorben. Beide Eheleute wurden im Erbbegräbnis in Tucheband begraben.
Seine fünf Geschwister heirateten sämtlich in den märkischen Adel, Barbara Elisabeth den Albrecht von Blumenthal-Horst, Lucia den späteren General Joachim Ernst von Goertzke-Friedersdorf, Hedwig Sofia den Joachim Erdmann von Burgsdorff-Ratstock und Maria Sabine den Kurt Balzer von der Marwitz auf Stennewitz und Dietersdorf.  